# Société industrielle de cycles et automobiles Pluton
La Société industrielle de cycles et automobiles Pluton est un constructeur automobile français.

## Production
L’entreprise basée à Levallois-Perret a commencé à produire des automobiles en 1900. Le nom de la marque était Vigneron. 
L’usine était située au numéro 136 du Rue Victor-Hugo (Levallois-Perret). En janvier 1900, la société par actions au capital de 325 000 francs est immatriculée sous le nom de « Pluton » Société industrielle de cycles et automobiles, dont le siège social est situé à Levallois-Perret, 136.
Les premiers administrateurs ont été nommés : M. J.-A. Quesnel, A.-C.-C. Vérgine, H.-E. Vigneron . Plusieurs véhicules étaient proposés sous les versions « Confortable », « Simple » et « Robuste ». 
Les puissances du moteur étaient possibles de 3,5 CV à 8 CV. Les carrosseries étaient disponibles en tant que « Duc », « Spider », « Tonneau » et « Wagonnette ». Selon la carrosserie, les véhicules pouvaient accueillir deux, trois ou quatre personnes. On ne sait pas quand la production a été arrêtée.